# Курихара, Комаки
Комаки Курихара (яп. 栗原小巻 Курихара Комаки, 14 марта 1945, Токио) — японская актриса театра и кино, специальный советник ЮНЕСКО по делам детей.

## Биография и карьера
Комаки Курихара родилась 14 марта 1945 года. С детства училась театральному искусству и балету. В 1963 году поступила в театральную школу при театре «Хайюдза», с 1966 года начала работать в труппе театра.
С 1967 года начала сниматься в кино. В 1972 году получила признание зрителей за роль Сино в фильме «Синобугава», который был представлен на кинофестивале в Москве. По ее инициативе был запущен совместный проект и в 1974 году впервые снялась в совместном советско-японском фильме «Москва — любовь моя», где исполнила роль девушки, родившейся в Хиросиме. Фильм имел большой успех в СССР и Японии.
В 1976 году сыграла в советском фильме «Мелодии белой ночи» молодую японскую пианистку, приехавшую в Ленинград и полюбившую там русского композитора-дирижёра. В 1978 году она снялась в фильме «Экипаж» в роли пассажирки.
В 1981 году участвовала в постановке Анатолием Эфросом в Токио пьесы Чехова «Вишнёвый сад», сыграв роль Раневской и собрав положительные рецензии. В том же году участвовала в жюри программы художественных фильмов XII Московского международного кинофестиваля.
В 1988 году она снялась в советском фильме Александра Митты «Шаг» в роли Кэйко — женщины, сын которой был болен полиомиелитом и которая, желая спасти его, обращается к советским медикам, которые разработали вакцину от этой болезни.
В последние годы Комаки Курихара владеет собственным театром, в котором, в основном, ставит пьесы российских драматургов. Она также много занимается общественной деятельностью — является советником ЮНЕСКО по делам детей.

## Фильмография
- 1970 — Мужчине живётся трудно. Фильм 4: Большие планы Тора-сана — Харуко, любимая девушка Торадзиро Курумы (Тора-сана).
- 1970 — Война и люди. Часть 1: Увертюры судьбы — Чё Зуйхо, китаянка.
- 1971 — Война и люди. Часть 2: Любви и печали гор и рек — Чё Зуйхо, китаянка.
- 1971 — Любовь и смерть — Нацуко.
- 1971 — Волки — Ая.
- 1972 — Синобугава — Сино.
- 1974 — Сандакан, публичный дом № 8. Тоска по родине — Кэйко Митани, журналистка.
- 1974 — Москва, любовь моя (СССР — Япония) — Юрико, балерина[1].
- 1975 — Окаменелость — Киёко
- 1976 — Мелодии белой ночи (СССР — Япония) — Юко, пианистка.
- 1979 — Экипаж (СССР) — Кумику Маримицу[3], пассажирка самолёта.
- 1979 — Три неотправленных письма — Норико Карасава.
- 1985 — Островное приключение Господина Тора — Матико, девушка Торадзиро Курумы (продолжение Мужчине живётся трудно).
- 1988 — Шаг (СССР — Япония) — Кэйко.
- 1992 — Колокол храма чистоты[англ.] (Китай) — Осима Кацуко.
- 2009 — Оригинал[англ.] — эпизод

## Награды
- Орден Дружбы (19 января 2009 года, Россия) — за большой вклад в развитие дружественных отношений и укрепление культурных связей между Российской Федерацией и Японией[4]
- В 2006 году на IV Международном фестивале кинематографических дебютов «Дух огня» в Ханты-Мансийске она была удостоена премии «Золотая тайга» за вклад в киноискусство.[источник не указан 2086 дней]
- В 2013 году была награждена Призом губернатора Приморского края «9288 км» на XI Международном кинофестивале стран АТР «Меридианы Тихого» во Владивостоке.[источник не указан 2086 дней]